# Aleksander Wróblewski (entomolog)
Aleksander Wróblewski (ur. 2 grudnia 1911 w Poznaniu, zm. 1 lutego 1985 w Poznaniu) – entomolog, heteropterolog.
Magisterium obronił w 1936 r., doktorat w 1946, stopień docenta uzyskał w 1954 na Uniwersytecie Poznańskim. W 1963 otrzymał tytuł profesora.
Prowadził badania dotyczące faunistyki i systematyki pluskwiaków wodnych z rodziny Saldidae, studia nad anatomią i badania ekologiczne. Opracował systematycznie rodzaj Micronecta, opisał 13 gatunków pluskwiaków wodnych nowych dla nauki, wykazał występowanie ponad 19 gatunków nowych dla Polski. Opublikował łącznie 47 publikacji, w tym 30 oryginalnych prac naukowych i 3 zeszyty z serii Klucze do oznaczania owadów Polski.
Pochowany w Poznaniu na Cmentarzu Junikowskim.

## Odznaczenia
- Medal 10-lecia Polski Ludowej (1955)
- Odznaka Grunwaldzka (1971)
- Złota Odznaka "Zasłużony dla Dolnego Śląska" (1972)
- Medal 30-lecia Polski Ludowej (1974)